# Saint-Barthélemy, Vaud
Saint-Barthélemy är en ort och kommun i distriktet Gros-de-Vaud i kantonen Vaud, Schweiz. Kommunen har 829 invånare (2023).